# ديفيد إي. غرينغ الابن
ديفيد إي. غرينغ الابن (بالإنجليزية: David E. Grange, Jr.)‏ هو عسكري أمريكي، ولد في 9 أبريل 1925.